# Daur
Cet article concerne le peuple daur. Pour la langue daur, voir Daur (langue).
Les  Daur ou Daours autrefois également translittéré Dahurs (du mongol : ᠳᠠᠭᠤᠷ, Daɣur ; en khalkha : Дагуур, Daguur, litt. « annexés » ; translittération en chinois simplifié : 达斡尔族 ; chinois traditionnel : 達斡爾族 ; pinyin : Dáwò'ěr zú) sont un groupe ethnique constituant un des cinquante-six groupes ethniques officiellement reconnus par la république populaire de Chine. Ils ont laissé leur nom à la région traditionnelle de Daourie, qui, à son tour, sert à dénommer des espèces comme le mélèze de Dahurie ou le choucas de Daourie.

## Démographie
D'une population totale de 132 394 selon le dernier recensement (2000), ils vivent pour la plupart en Mongolie-Intérieure notamment dans la bannière autonome daur de Morin Dawa) et dans le Heilongjiang (District daur de Meilisi), en République populaire de Chine.
Les statistiques de 2000 par province et région autonome pour des populations supérieures à 1 000 personnes donnent :
- Mongolie-Intérieure : 77 188
- Heilongjiang : 43 608
- Xinjiang : 5 541
- Liaoning : 1 282

## Langue
La langue daoure est une langue mongole. Son principe d'écriture est une transcription selon le mode pinyin qui a été mise au point par le savant daour Merden Enhebatu.
La langue daoure a conservé quelques caractéristiques de l'ancien khitan, incluant un nombre de mots qui ne se trouvent pas dans les autres langues mongoles. On distingue trois dialectes daoures : Bataxan, Hailar et Qiqihar.

## Histoire

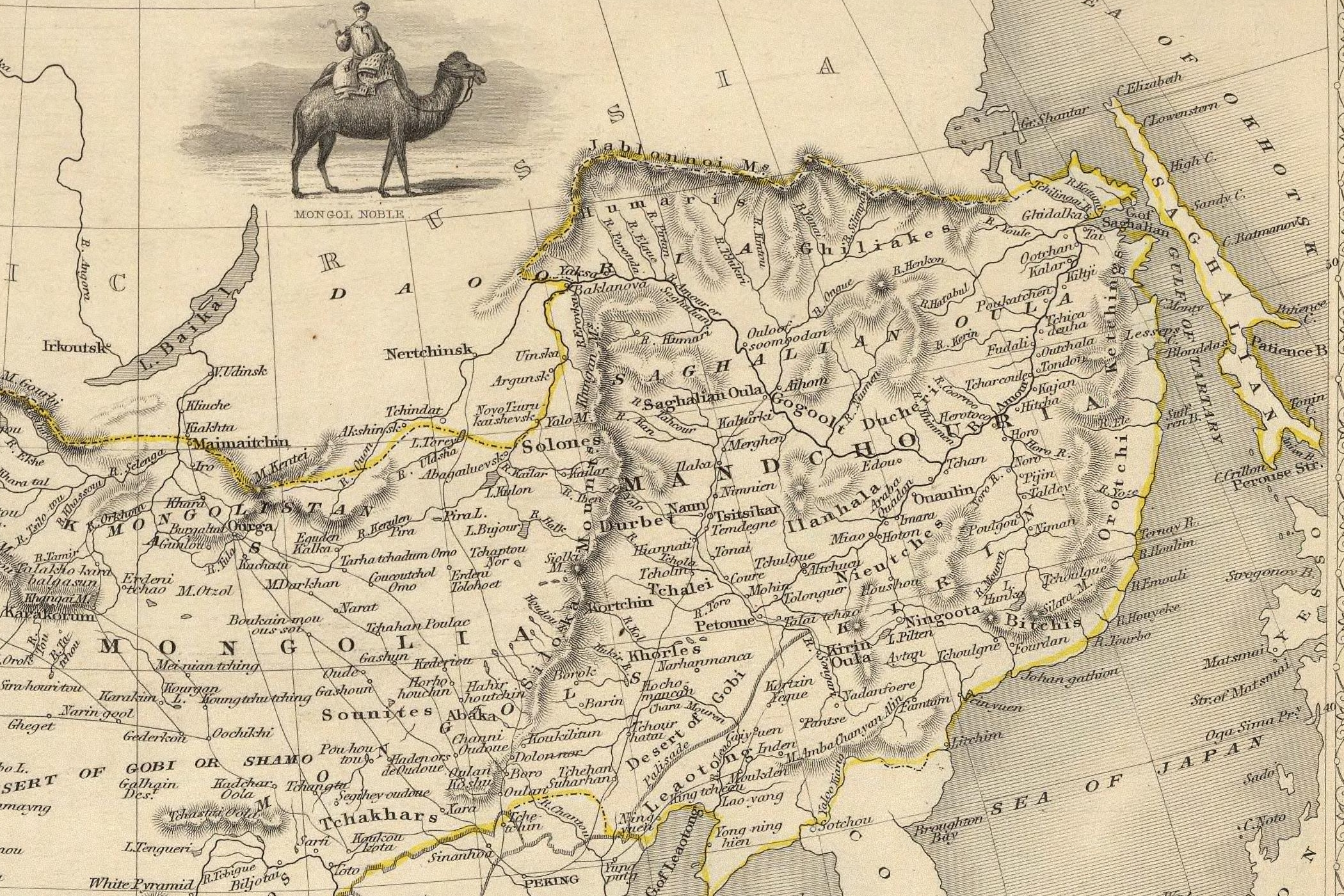
Carte de 1851 montrant la région des Daours (Daooria sur la carte).

D'après les analyses génétiques, les Daours descendent des Khitans. À la suite de l'expansion russe dans la région du fleuve Amour (Heilongjiang en chinois et Saghalian en mandchou) entre 1656 et 1656, les Daours furent forcés de migrer vers le sud et de s'installer sur les rives de la rivière Nen.

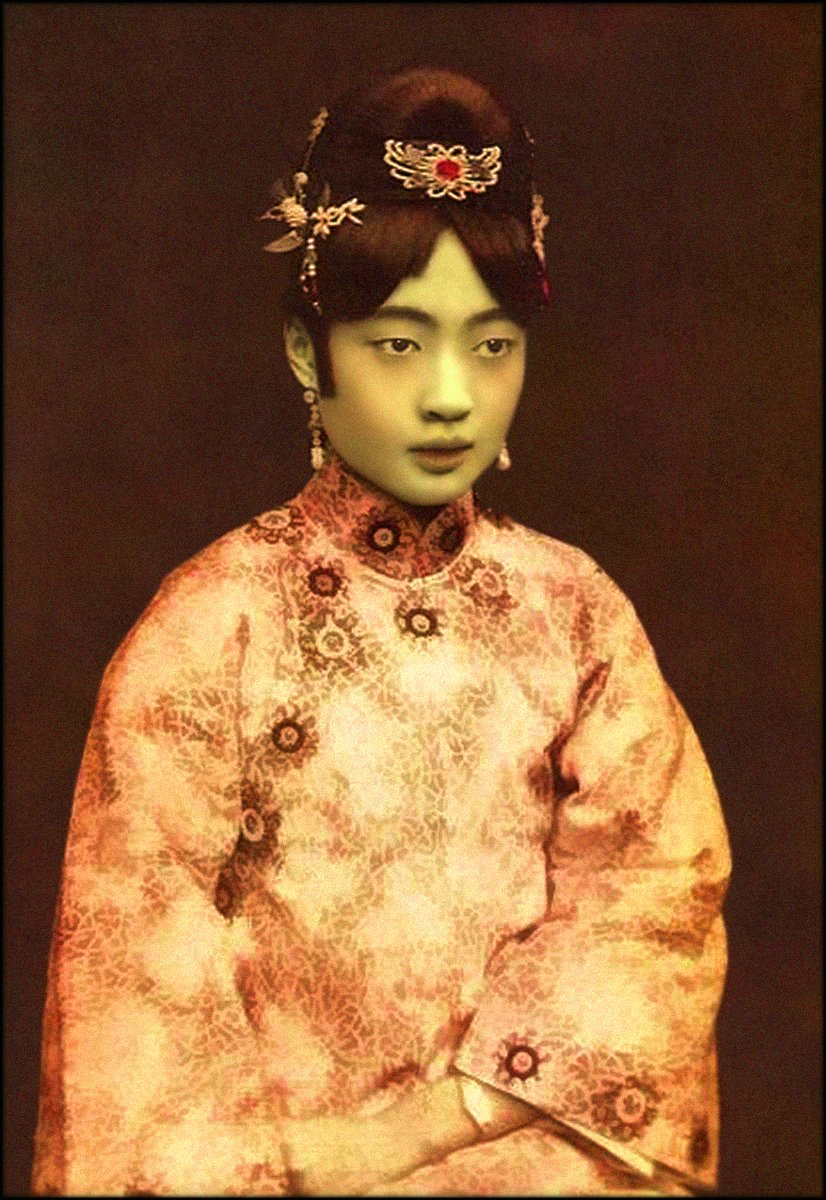
L'impératrice Wanrong Gobulo.

L'impératrice Wan Rong, épouse de Puyi, dernier empereur de Chine et de la dynastie Qing, était d'origine daoure et mandchoue. Elle devient également impératrice du Mandchoukouo, un état fantoche japonais entre 1932 et 1945.
Un Daour, Suo Shuhui (zh) représente la région autonome de Mongolie-Intérieure au 12e congrès national du peuple (zh).

## Culture

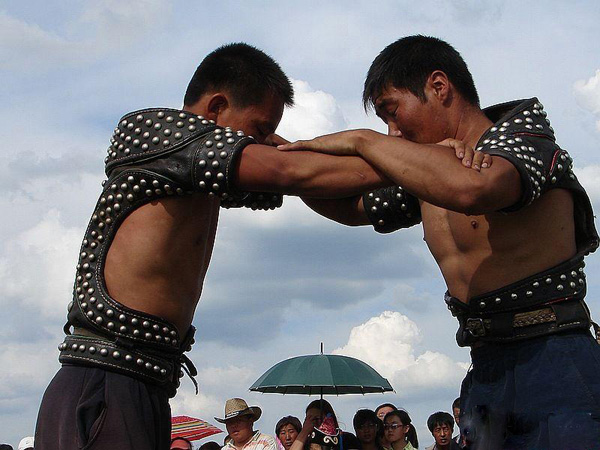
Daours pratiquant la lutte mongole.

Les costumes typiquement daours sont, pendant l'hiver, de longues robes de couleur bleue et des bottes de cuir pour les femmes et des toques en peau de renard pour les hommes.

## Religion
Les Daours sont traditionnellement tengristes ou chamanistes, mais un certain nombre d'entre eux s'est converti au lamaïsme (bouddhisme vajrayana).